# منتخب إنجلترا لكرة القدم الشاطئية
منتخب إنجلترا لكرة القدم الشاطئية (بالإنجليزية: England national beach soccer team)‏ هو ممثل إنجلترا الرسمي في المنافسات الدولية في كرة قدم شاطئية
، يديريه الاتحاد الإنجليزي لكرة القدم.